# Yarengia perplexa
Yarengia perplexa — викопний вид земноводних вимерлого ряду темномпондилів (Temnospondyli), що існував у ранньому тріасі. Рештки тварини виявлені в долині річки Яренга в Росії.